# Alphonse Van Mele
Alphonse Van Mele (ur. 29 grudnia 1891, zm. 11 stycznia 1972) – belgijski gimnastyk, medalista olimpijski.
W 1920 r. reprezentował barwy Belgii na letnich igrzyskach olimpijskich w Antwerpii, zdobywając srebrny medal w wieloboju drużynowym. 